# 12985 Mattgarrison
12985 Mattgarrison è un asteroide della fascia principale. Scoperto nel 1980, presenta un'orbita caratterizzata da un semiasse maggiore pari a 2,3973474 au e da un'eccentricità di 0,1948177, inclinata di 1,65507° rispetto all'eclittica.